# Organización de Estados del Caribe Oriental
La Organización de Estados del Caribe Oriental (en inglés: Organization of Eastern Caribbean States, OECS; en francés: Organisation des États de la Caraïbe Orientale, OECO) es un organismo regional que promueve la cooperación técnica y el desarrollo sostenible de seis países independientes y tres territorios del Reino Unido en el Mar Caribe. La organización fue creada el 18 de junio de 1981 mediante la firma del Tratado de Basseterre en la capital de San Cristóbal y Nieves. Su directora general es Len Ishmael, una economista santalucense.
La mayoría de los Estados de la Organización usan como moneda el dólar del Caribe Oriental (EC$), a excepción de las Islas Vírgenes Británicas, que utiliza el dólar estadounidense.

## Estados miembros
- Plenos
  -  Antigua y Barbuda
  -  Mancomunidad de Dominica
  -  Granada
  -  Santa Lucía
  -  Federación de San Cristóbal y Nieves
  -  San Vicente y las Granadinas
  -   Montserrat (territorio británico de ultramar)
- Asociados
  -   Anguila (territorio británico de ultramar)
  -  Guadalupe (departamento de ultramar de Francia)
  -  Martinica (departamento de ultramar de Francia)
  -   Islas Vírgenes Británicas (territorio británico de ultramar)